# Bruce (förnamn)

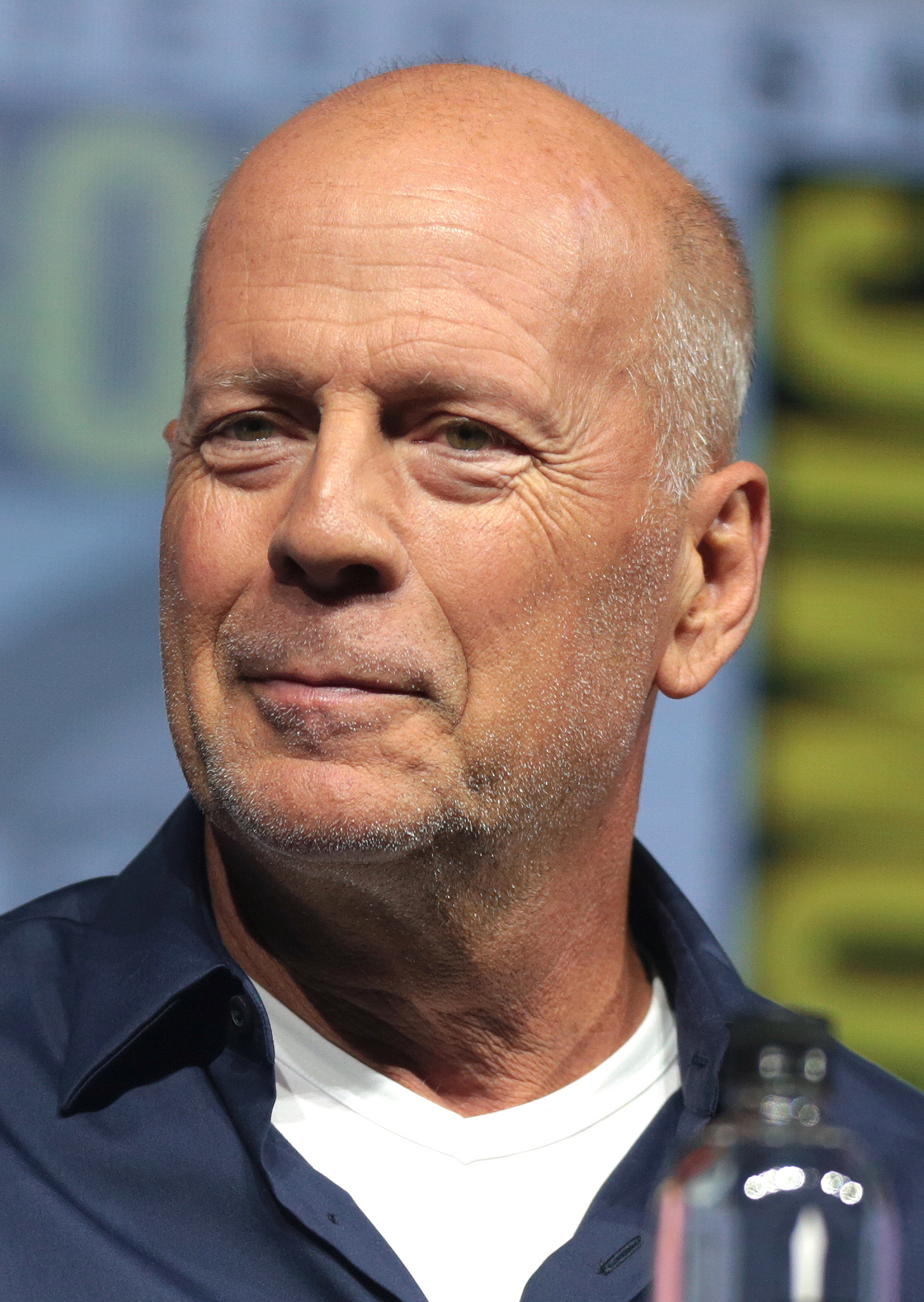
Bruce Willis, 2018.

Bruce är ett engelskt mansnamn. Ursprungligen ett traditionellt skotskt efternamn.
Enligt offentlig statistik tillgänglig i november 2016 hade 400 män Bruce som förnamn, därav 127 som tilltalsnamn (första förnamn). I april 2025 fanns det i Sverige 586 personer med förnamnet.

## Personer med förnamnet Bruce (urval)
- Bruce Beutler (född 1957), amerikansk immunolog och genetiker, nobelpristagare 2011
- Bruce Channel (1940–), en amerikansk sångare och låtskrivar
- Bruce Dickinson (född 1958), brittisk sångare i heavy metal-bandet Iron Maiden
- Bruce Johanson (född 1962), amerikansk musiker
- Bruce King (1924–2009), amerikansk politiker, demokrat, guvernör i New Mexico
- Bruce Lee (1940–1973), kinesisk-amerikansk skådespelare och kampsportexpert
- Bruce McLaren (1937–1970), nyzeeländsk racerförare
- Bruce Merrifield (1921–2006), amerikansk kemist, nobelpristagare 1984
- Bruce Rauner (född 1957), amerikansk politiker, republikan, guvernör i Illinois
- Bruce Springsteen (född 1949), amerikansk rockmusiker
- Bruce Willis (född 1955), amerikansk skådespelare och sångare

### Fiktiva personer
- Bruce  Wayne, amerikansk miljardär, även känd som seriehjälten Batman